# إسحاق جونز (سياسي)
إسحاق جونز (بالإنجليزية: Isaac Dashiell Jones)‏ (و. 1806 – 1893 م) هو سياسي، وقاضي، ومحامي أمريكي، ولد في مقاطعة سومرست، كان عضوًا في حزب اليمين، توفي عن عمر يناهز 87 عاماً.

## مناصب
تولى منصب عضو مجلس النواب الأمريكي
.